# (12052) Аретаон
(12052) Аретаон (лат. Aretaon) — типичный троянский астероид Юпитера, движущийся в точке Лагранжа L5, в 60° позади планеты. Астероид был открыт 3 мая 1997 года бельгийским астрономом Эриком Эльстом в обсерватории Ла-Силья и назван в честь одного из защитников Трои.

Орбита астероида Аретаон и его положение в Солнечной системе